# Wiktar Karaczun
Wiktar Josifawycz Karaczun, biał. Віктар Iосiфaвiч Карачун, ros. Виктор Иосифович Карачун – Wiktor Josifowicz Karaczun (ur. 12 sierpnia 1968 w Mińsku, zm. 11 sierpnia 2004 w Heilbronn) – białoruski hokeista, reprezentant Białorusi, olimpijczyk.
Jego syn Alaksandr (ur. 1995) także został hokeistą.

## Kariera
- / Dynama Mińsk (1985–1993)
- Znojemští Orli (1993)
- Podhale Nowy Targ (1993–1994)
- Stoczniowiec Gdańsk (1994–1995)
- EV Landsberg (1995–1996)
- HC Schongau (1996–1997)
- Heilbronner Falken (1997)
- Augsburger Panther (1997–1998)
- EHC Neuwied (1998–1999)
- Revierlöwen Oberhausen (1999–2000)
- EC Wilhelmshaven-Stickhausen (2000–2001)
- Heilbronner Falken (2001–2004)

Przez osiem sezonów grał w Dynamie Mińsk. W 1993 występował krótkotrwale w polskim klubie Podhale Nowy Targ, następnie w Gdańsku (wraz z nim pierwotnie zostali sprowadzeni jego rodacy, Aleksandr Aleksiejew i Andrej Rasolka).
Wiktar Karaczun w reprezentacji Białorusi rozegrał 61 spotkań i strzelił 18 goli. Wraz z reprezentacją wystąpił na turniejach zimowych igrzysk olimpijskich w 1998 w Nagano oraz mistrzostw świata w 1998, 1999, 2000, 2001, 2002.

## Sukcesy
Reprezentacyjne
- Złoty medal Zimowej Spartakiady Narodów ZSRR: 1986 z Białoruską SRR[5]

Klubowe
- Złoty medal mistrzostw Białorusi: 1992, 1993 z Dynamem Mińsk
- Złoty medal mistrzostw Polski: 1994, 1995 z Podhalem Nowy Targ